# 小行星9974
小行星9974（9974 Brody）是一颗绕太阳运转的小行星，为主小行星带小行星。该小行星于1993年7月19日发现。

## 轨道参数
小行星9974的轨道半长轴为2.3891066 UA，离心率为0.179。